# Steve Lombardi
Pour l’article homonyme, voir Lombardi.
Steve Lombardi (né le 18 avril 1961 à New York, New York) est un catcheur (lutteur professionnel) américain connu sous le nom de Brooklyn Brawler. Il est essentiellement connu pour son travail à la World Wrestling Federation/Entertainment où il est un jobber, un catcheur qui perd ses matchs pour mettre en valeur ses adversaires.

## Jeunesse
Lombardi est le fils d'un mécanicien en aéronautique et d'une mère au foyer. Il s'intéresse au catch très jeune en regardant Lucha Libre wrestling program sur Channel 47 et l'un de ses catcheurs préféré est Bruno Sammartino. Après le lycée, il entre au Saint Francis College où il étudie la biochimie. C'est à cette époque qu'il assiste à son premier spectacle de catch de la World Wide Wrestling Federation (WWWF) au Madison Square Garden puis il rencontre King Kong Mosca (en) au Savoy-Plaza Hotel (en) et lui demande comment devenir catcheur. Lombardi ne se décourage pas et prend des cours de judo tout en allant fréquemment demander aux officiels de la WWWF de lui donner sa chance.

## Carrière de catcheur (1983-2001)
En 1983, Arnold Skaaland (en), qui est producteur et booker pour la World Wrestling Federation (WWF) lui donne sa chance en tant que jobber. Il fait son premier à la WWF le 15 juillet sous son véritable nom où il perd face à Swede Hanson.

## Palmarès
- Border City Wrestling (BCW)
  - 1 fois champion poids-lourds de la BCW[5]
  - 1 fois champion Télévision de la BCW[6]
- National Wrestling Alliance Michigan (NWA Michigan)
  - 1 fois champion poids-lourds de la NWA Michigan[7]

## Récompenses des magazines
- Pro Wrestling Illustrated

| Année | 1991 | 1992 | 1993 | 1994 | 1995 | 1996 |
| ----- | ---- | ---- | ---- | ---- | ---- | ---- |
| Rang  | 377  | 377  | 306  | 317  | 239  | 296  |